# آن أوسبورن كروجر
آن أوسبورن كروجر (بالإنجليزية: Anne Osborn Krueger)‏ (و. 1934 – م) هي عالمة اقتصاد، وأستاذة جامعية من الولايات المتحدة الأمريكية .

## التعليم
تعلمت في جامعة ويسكونسن-ماديسون، وكلية أوبرلين.

## مناصب وهيئات
تولت مناصب جامعة جونز هوبكينز.